# 캐스 선스타인
캐스 로버트 선스타인(Cass Robert Sunstein, 1954년 9월 21일 ~ )은 헌법, 행정법, 환경법, 법률 및 행동 경제학에 대한 연구로 유명한 미국 법학자다. 그는 넛지 (2008)의 작가이기도 하다. 그는 2009년부터 2012년까지 오바마 행정부에서 백악관 정보 및 규제 사무국장 을 역임했다.
위험 규제에 대한 연구에서 선스타인은 Timur Kuran과 함께 가용성 폭포 개념을 개발한 것으로 유명하다. 여기에서 아이디어에 대한 대중적 토론은 저절로 이루어지며 개인이 그 중요성을 과도하게 평가하게 된다.
선스타인은 사법적 미니멀리즘 을 지지하며 판사는 주로 당면한 사건을 결정하는 데 집중해야 하며 광범위한 영향을 미치는 법률이나 결정을 전면적으로 변경하는 것을 피해야 한다고 주장한다.

## 생애
선스타인은 1954년 9월 21일 매사추세츠주 와반에서 교사 마리안과 건축가 카스 리처드 선스타인 사이에서 태어났다. 그는 1972년에 미들섹스 학교를 졸업했다.
고등학교를 졸업한 후, 선스타인은 하버드 대학교에 다녔다. 그는 스쿼시 대표팀의 일원이자 하버드 램푼의 편집자였으며, 1975년에 학사 학위와 함께 졸업했다. 그는 하버드 로스쿨에 입학하여 하버드 시민권-시민자유법 심사의 편집장이 되었고 에임스 무트 코트 경연대회의 우승 팀의 일원이었다. 그는 1978년에 법학 박사 학위를 받고 졸업했다.
로스쿨 졸업 후 1978년부터 1979년까지 매사추세츠주 대법원의 벤저민 캐플런 판사, 1979년부터 1980년까지 미국 대법원의 서굿 마샬 판사를 지냈다.
그의 사무직 이후, 선스타인은 미국 법무부 법률 상담실에서 변호사 고문으로 1년을 보냈다. 1981년 시카고 대학교 법학부 조교수(1981-1983)가 되었고, 정치학과 조교수(1983-1985)가 되었다. 1985년에는 정치학과 법학의 정교수가 되었고, 1988년에는 법학부와 법학부의 칼 N. 르웰린 교수로 임명되었다. 1993년에는 칼 N. 르웰린 법학 석좌교수로 임명되었다. 2009년에 선스타인은 시카고의 동료 교수 더글러스 G. 베어드에 의해 "시카고의 철저한 사람"으로 묘사되었다.
1986년 컬럼비아 로스쿨의 새뮤얼 루빈 객원교수, 1987년 봄, 2005년 겨울, 2007년 봄 하버드 로스쿨의 객원교수를 지냈다. 그는 헌법, 행정법, 환경법의 과정뿐만 아니라 법적 추론, 법률 이론, 법과 경제학을 포함한 법의 학제간 연구에 대한 입문서인 "법의 요소" 필수 1학년 과정을 가르친다. 2008년 가을, 그는 하버드 로스쿨의 교수진에 합류하여 위험 규제 프로그램의 책임자로 일하기 시작했다:
위험 규제 프로그램은 법과 정책이 21세기의 핵심적인 위험을 어떻게 다루는지에 초점을 맞출 것이다. 예상되는 연구 분야는 테러, 기후 변화, 직업 안전, 전염병, 자연 재해 및 기타 낮은 확률의 높은 결과 사건을 포함한다. 선스타인은 이 새로운 프로그램의 작업에 상당한 학생들의 참여에 의존할 계획이다.

- 선택설계

1. 
2. 
3. 
4. 